# Charlie Stemp
Charlie Stemp (Londra, 30 novembre 1993) è un attore teatrale, cantante e ballerino inglese.

## Biografia
Ha studiato canto e recitazione al Belcanto London Academy Theatre School e al Laine Theatre Arts, prima di debuttare nel teatro del West End nel musical di Stephen Schwartz Wicked, in scena all'Apollo Victoria Theatre. Nel 2015 recita nel tour internazionale del musical Mamma Mia! nel ruolo di Eddie e nel 2016 debutta al Chichester Theatre Festival in un nuovo allestimento di Half a Sixpence prodotto da Cameron Mackintosh. Nel novembre 2016 il musical viene riproposto al Noël Coward Theatre di Londra e per la sua interpretazione riceve recensioni estremamente positive e una candidatura al WhatsOnStage Award al miglior attore protagonista in un musical e al Laurence Olivier Award al miglior attore in un musical. Rimane nel cast fino alla fine delle repliche, nel settembre 2017, e nel dicembre dello stesso anno debutta al London Palladium con la pantomima Dick Whittingham, con Elaine Paige ed Emma Williams, in cui interpreta l'eponimo protagonista. 
Nel gennaio 2018 debutta a Broadway nel revival di Hello, Dolly! con Bernadette Peters e Victor Garber. Nell'estate del 2019 torna a calcare le scene londinesi con un revival del musical Mary Poppins al Prince Edward Theatre, in cui interpreta lo spazzacamino Bert; Per la sua interpretazione, viene nuovamente candidato al Laurence Olivier Award al miglior attore in un musical. Nell'estate del 2022 interpreta il protagonista Bobby Child nel musical Crazy for You in scena a Chichester; l'anno successivo torna a ricoprire il ruolo sulle scene londinesi e per la sua performance ha ottenuto una candidatura all'Evening Standard Theatre Award e una terza nomination all'Olivier Award.

## Teatro
- Wicked, colonna sonora di Stephen Schwartz, libretto di Winnie Holzman, regia di Joe Mantello. Apollo Victoria Theatre di Londra (2013)
- Mamma Mia!, colonna sonora degli ABBA, libretto di Catherine Johnson, regia di Phyllida Lloyd. Tournée internazionale (2015)
- Half a Sixpence, colonna sonora di George Stiles e David Heneker, testi di Anthony Drewe, libretto di Julian Fellowes, regia di Rachel Lavenaugh. Chichester Festival Theatre di Chichester e Noel Coward Theatre di Londra (2016)
- Dick Whittington di Alan McHugh, regia di Michael Harrison. London Palladium di Londra (2017)
- Hello, Dolly!, colonna sonora di Jerry Herman, libretto di Michael Stewart, regia di Jerry Zaks. Shubert Theatre di Broadway (2018)
- Biancaneve di Alan McHugh, regia di Michael Harrison. London Palladium di Londra (2018)
- Traversata burrascosa di Tom Stoppard, regia di Rachel Kavanaugh. Tournée britannica (2019)
- Mary Poppins, colonna sonora di Richard Sherman, Robert Sheramn e George Stiles, libretto di Julian Fellowes, regia di Richard Eyre. Prince Edward Theatre di Londra (2019)
- Crazy For You, colonna sonora di George Gershwin, testi di Ira Gershwin, libretto di Ken Ludwig, regia di Susan Stroman. Minerva Theatre di Chichester (2022), Gillian Lynne Theatre di Londra (2023)
- Kiss Me, Kate, colonna sonora di Cole Porter, libretto di Samuel e Bella Spewack, regia di Bartlett Sher. Barbican Centre di Londra (2024)
- Dracula, A Comedy of Terrors, testo e regia di Gordon Greenberg e Steve Rosen. Menier Chocolate Factory di Londra (2025)

## Riconoscimenti
- Evening Standard Theatre Award
  - 2023 – Candidatura alla miglior performance in un musical per Crazy For You
- Premio Laurence Olivier
  - 2017 – Candidatura al miglior attore in un musical per Half a Sixpence
  - 2020 – Candidatura al miglior attore in un musical per Mary Poppins
  - 2024 – Candidatura al miglior attore in un musical per Crazy for You
- Theatre World Award
  - 2018 – Miglior esordiente per Hello, Dolly!